# Domingos Lopes Antunes

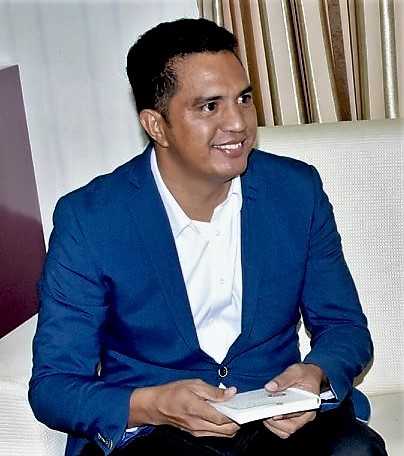
Domingos Lopes Antunes (2020)

Domingos Lopes Antunes (* 18. Mai) ist ein osttimoresischer Politiker. Er ist Mitglied der FRETILIN.

## Werdegang
Antunes studierte Energiemanagement an der Universität Nordland im norwegischen Bodø und schloss mit einem Master of Science in Business ab.
2016 arbeitete Antunes bei der Deutschen Gesellschaft für Internationale Zusammenarbeit (GIZ) als Senior Advisor in Osttimor.
Am 24. Juni 2020 wurde Antunes im Rahmen der Umbildung der VIII. Regierung zum  Vizeminister für Handel und Industrie vereidigt. Zuvor war das Amt zwei Jahre lang unbesetzt. Das Amt hatte Antunes bis zum Ende der Legislaturperiode am 30. Juni 2023 inne.

## Veröffentlichungen
- Development of Timor-Leste’s Contractual Regimes Focusing on the Timor Gap’s Tasi-Mane Petroleum Infrastructures Project, 18. Mai 2015, Master Thesis.